# 四川行都指挥使司
四川行都指挥使司，明朝五个行都指挥使司之一。
元朝罗罗、蒙庆等处宣慰司，治建昌路，属云南行省。 洪武十五年（1382年）罢宣慰司。洪武二十七年（1394年）九月置四川行都指挥使司。治建昌卫。领五卫、八所、四长官司。东北距布政司（成都府）千四百八十里，属于右军都督府。
下设：
- 建昌前卫，后革
- 建昌卫 旧属四川都司
- 宁番卫 旧为苏州卫，属四川都司
- 会川卫
- 盐井卫
- 越巂卫
- 礼州后千户所
- 礼州中中千户所
- 建昌打冲河中前千户所
- 德昌千户所
- 迷易千户所
- 盐井打冲河中左千户所
- 冕山桥后千户所
- 镇西后千户所

土官
- 昌州长官司
- 威龙长官司
- 普济长官司 俱属建昌卫
- 马喇长官司 属盐井卫
- 邛部长官司 属越巂卫